# Käyrärivier
De Käyrärivier  (Zweeds: Käyräjoki) is een rivier, die stroomt in de Zweedse  gemeente Kiruna. De rivier ontstaat op de oostelijke hellingen van de Kaitasberg en stroomt daarna naar het zuidoosten door een aantal meren die ook haar naam dragen: het Boven Käyrämeer, Midden Käyrämeer, Onder Käyrämeer en vervolgens door het Käyrämoeras voordat zij de Rautasrivier instroomt. Ze is circa 20 kilometer lang.
Afwatering: Käyrärivier → Rautasrivier → Torne → Botnische Golf